# Oakland (comté de Susquehanna, Pennsylvanie)
Pour les articles homonymes, voir Oakland.
Oakland est un borough situé au nord-est du comté de Susquehanna, en Pennsylvanie, aux États-Unis,. En 2010, il comptait une population de 616 habitants, estimée au 1er juillet 2020 à 625 habitants. Le borough est incorporé en 1884.

## Démographie
Lors du recensement de 2010, le borough comptait une population de 616 habitants. Elle est estimée, en 2020, à 625 habitants.

### Source de la traduction
- (en) Cet article est partiellement ou en totalité issu de l’article de Wikipédia en anglais intitulé « Oakland, Susquehanna County, Pennsylvania » (voir la liste des auteurs).